# Morningside (Auckland)
Morningside  est une banlieue de la cité d’Auckland, dans l’île du Nord de la Nouvelle-Zélande.

## Situation
Elle siège à 4 kilomètres au sud-ouest du centre de la cité, tout près du stade d’Eden Park et de la banlieue de Western Springs.
C’est une banlieue résidentielle, qui s’étend entre les banlieues de Grey Lynn, Kingsland, Sandringham, et Mount Albert, près de l ‘ Autoroute du nord-ouest (en) et la ligne de chemin de fer de la ligne ouest d’Auckland (en)

## Toponymie
Le nom vient de celui d’une ferme appelée Morningside, qui fut subdivisée en 1865 pour faire un lotissement de maisons.

## Installations
La gare est celle de Morningside (en)
La banlieue est centrée sur les magasins de Morningside, qui sont localisés sur New North Road, près de la gare.
Un des plus grands bâtiments de Morningside est le building en brique datant des années 1920, qui autrefois abritait le Conseil du Mount Albert Borough jusqu’à ce que Mt Albert soit amalgamé avec la cité d’Auckland à la fin des années 1980. 
Le centre commercial St Lukes (en) est maintenant fermé. 

## Éducation
Les écoles secondaires locales sont :
- le école de Mount Albert Grammar School (en),
- le collège Mariste d’Auckland (en) et
- le St Peter's College.

## Média
Morningside était le siège du show télévisé nommé Bro'Town, et aussi le titre de l’album et le lieu de naissance de Fazerdaze.

## Autres lectures
- (en) The Heart Of Colonial Auckland 1865-1910, Terence Hodgson. Random Century 1992.